# (33047) 1997 UO3
1997 UO3 (asteroide 33047) é um asteroide da cintura principal. Possui uma excentricidade de 0,20804050 e uma inclinação de 7,08228º.
Este asteroide foi descoberto no dia 26 de outubro de 1997 por Takao Kobayashi em Oizumi.